# Ptiloglossa magrettii
Ptiloglossa magrettii är en biart som först beskrevs av Heinrich Friese 1899.  Ptiloglossa magrettii ingår i släktet Ptiloglossa och familjen korttungebin. Inga underarter finns listade i Catalogue of Life.